# 울산동부도서관
울산동부도서관은 울산광역시 동구에 있는 도서관이다.

## 연혁
- 1992. 01. 31. 도서관 준공
- 1992. 03. 05. 개관
- 1993. 02. 02. 이동도서관 운영
- 1999. 10. 문화관광부로부터 준 문화학교 지정
- 2000. 01. 울산광역시 교육청으로부터 평생학습관 지정
- 2003. 01. 문화관광부로부터 문화학교 지정
- 2003. 04. 29. 디지털 자료실 개설
- 2014. 01. 01. 정우영 관장 취임